# 스코틀랜드 신앙고백

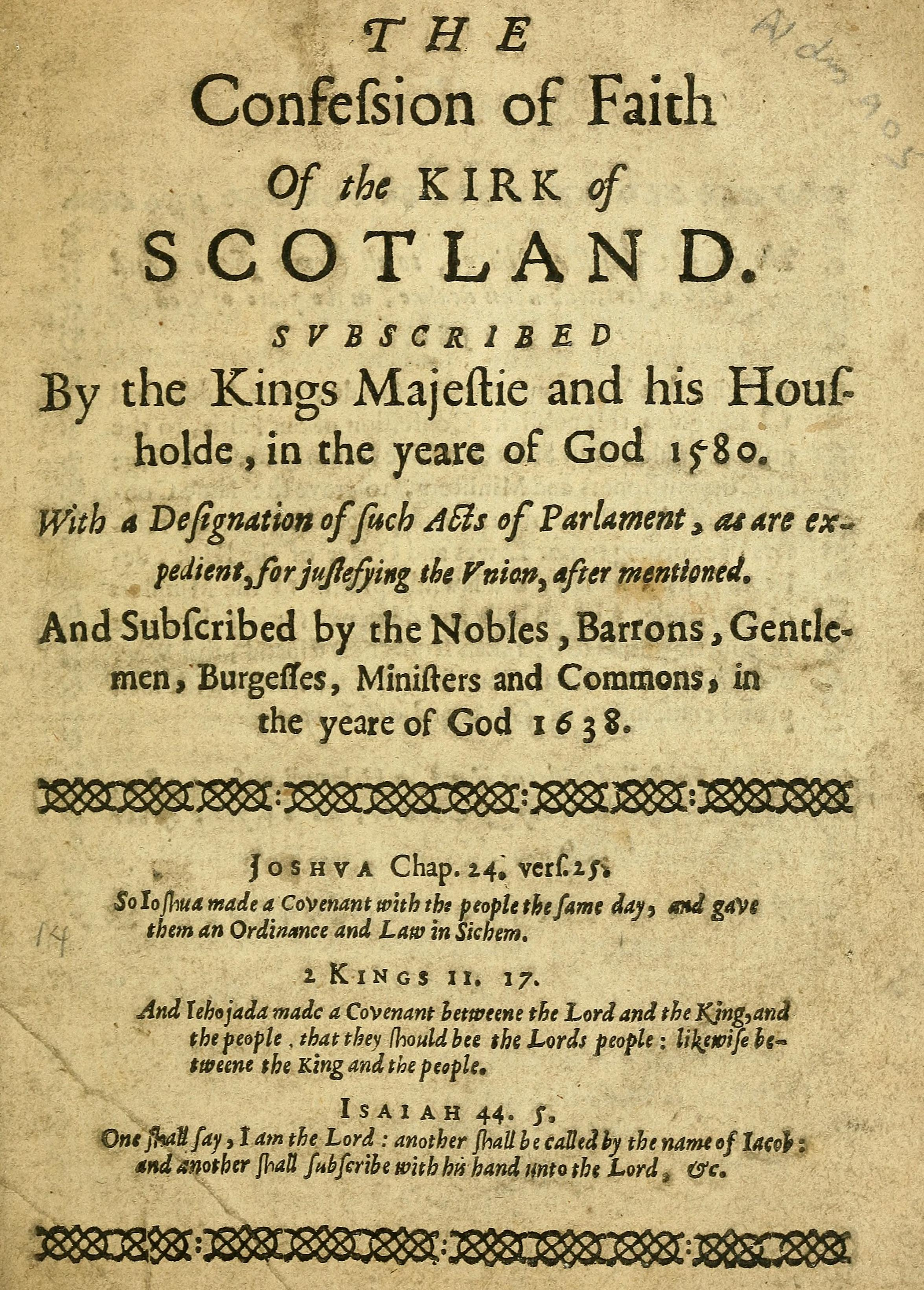
스코틀랜드 신앙고백서

스코틀랜드 신앙고백 또는 스코틀랜드 신조 (영어 : Scottish Confession)은 스코틀랜드 교회 ( 스코틀랜드 장로 교회)의 첫 신앙 고백이다. 신학은 칼빈주의이다. 존 녹스와 5 명의 목사들에 의해 4 일간에 다 써졌다. 1560년에 스코틀랜드 의회에서 승인되어 1647년에 웨스트민스터 신앙고백 이 국회에서 채택 될 때까지 스코틀랜드 교회의 신조였다.

## 내용
제 1 장 하나님
제 2 장 인류 창조
제 3 장 원죄
제 4 장 약속의 케이지
제 5 장 교회의 생존, 성장, 유지
제 6 장 그리스도의 성육신
제 7 장 왜 그리스도는 하나님과 인간 이신 않으면 안했는지
제 8 장 선택
제 9 장 그리스도의 죽음, 고난, 매장
제 10 장 부활
제 11 장 승천
제 12 장 성령에 대한 믿음
제 13 장 선행의 이유
제 14 장 하나님에 선행 간주되는 행위는
제 15 장 율법 전체와 인간의 불완전
제 16 장 교회
제 17 장 영혼의 불멸
제 18 장 올바른 교회는 거짓 교회와 구별되어야하는지,
제 19 장 성경의 권위
제 20 장 총회의의 권위 소집 이유
제 21 장 성사
제 22 장 성사 올바른 방법
제 23 장 성사는 누가 실시 하는가
제 24 장 행정 담당관
제 25 장 교회에 무상으로 주어진 선물